# Vinyla 2017
Vinyla 2017 je sedmý ročník hudebních cen Vinyla. 

## Ceny a nominace

### Album roku
- Pacino – Půl litru země
- Kalle – Saffron Hills
- Enchanted Lands – Feed Goals
- Wild Tides – Sbohem a šáteček

### Objev roku
- Enchanted Lands
- Lavra
- Sýček

### Počin roku
- aktivity vydavatelství Genot Centre
- album Superhrdinky
- reedice alba Máma Bubo – Planeta Haj